# 人去公廁 我去公廁
《人去公廁 我去公廁》（Where You Pee）是香港MakerVille製作的旅遊節目，由陳安立、葉山豪、熱菇、岑樂怡主持，2022年8月29日至9月16日逢星期一至五22:30－23:00於ViuTV播出。四位節目主持會遊覽世界各地當地特色的公廁，包括日本、歐洲（挪威、荷蘭、英國）和美國。

## 每集內容

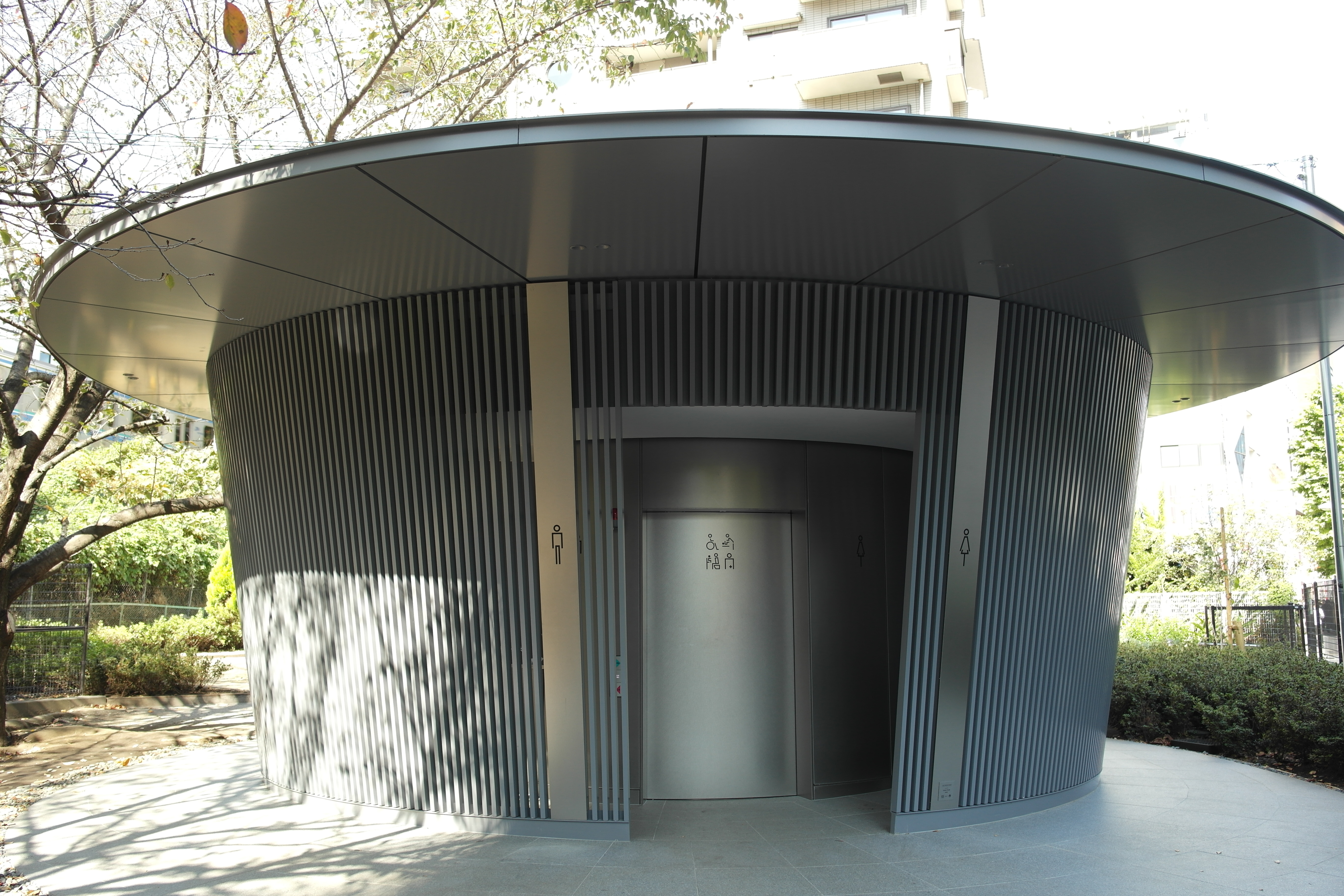
日本東京澀谷區神宮通公園トイレ由安藤忠雄設計

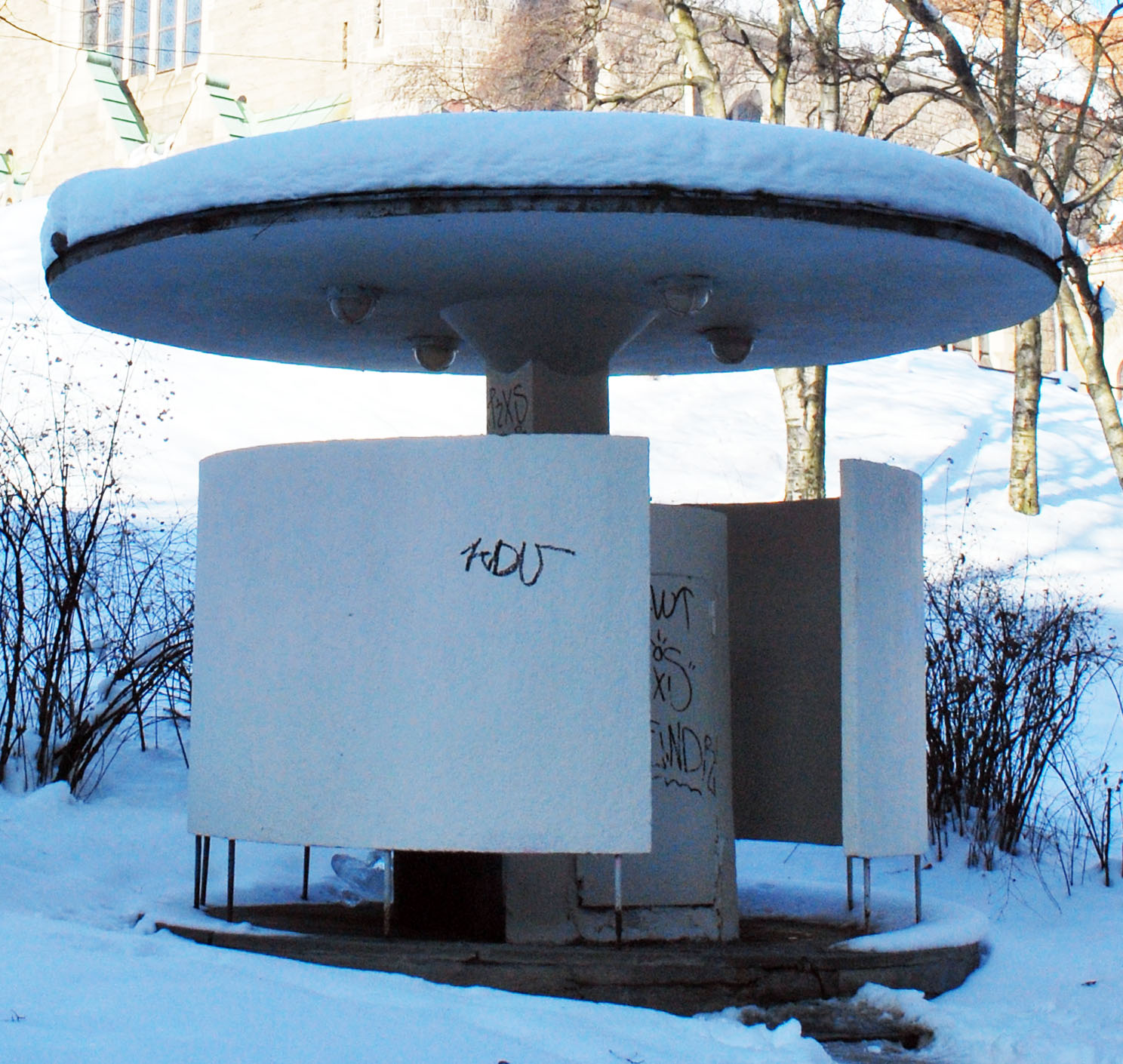
挪威奧斯陸Stensparken公園的Kjærlighetskarusellen公廁

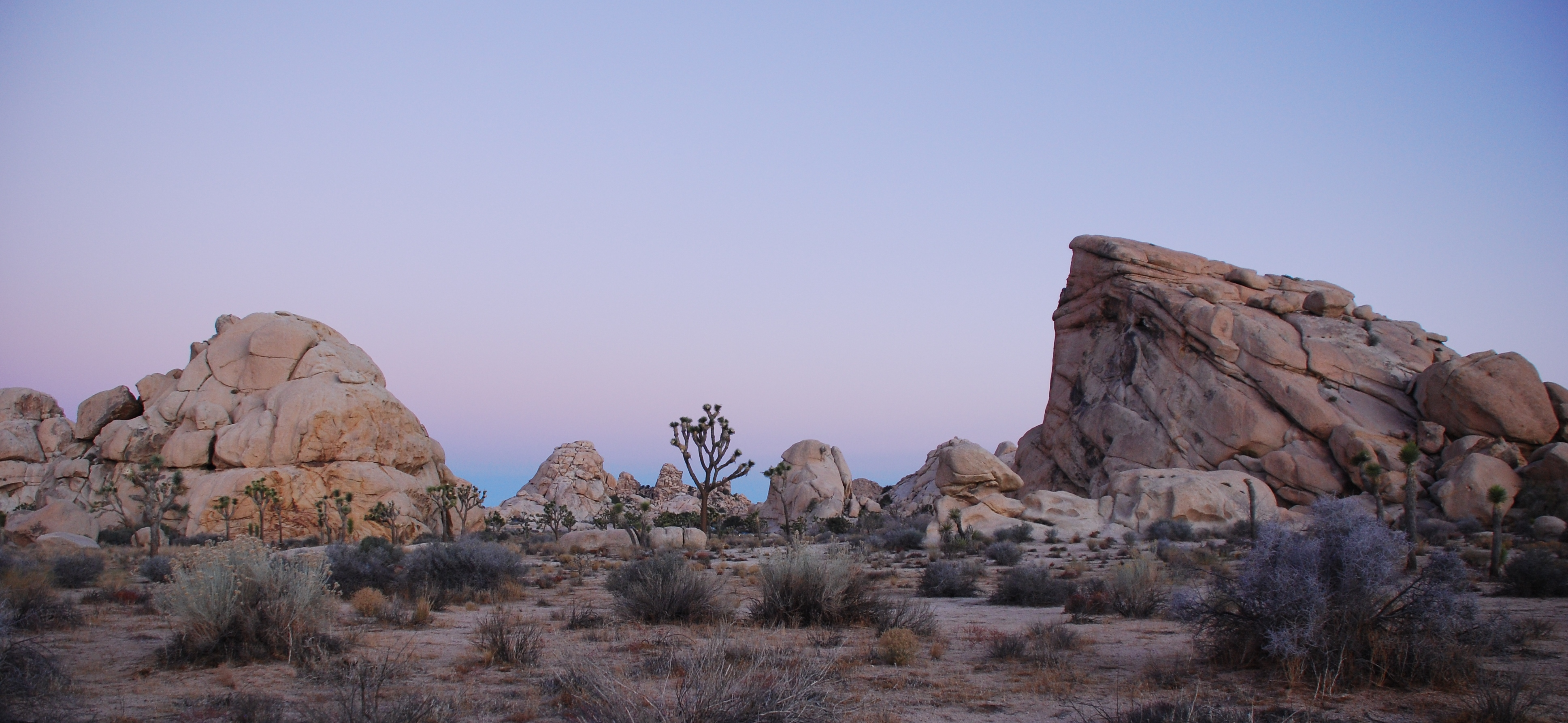
約書亞樹國家公園

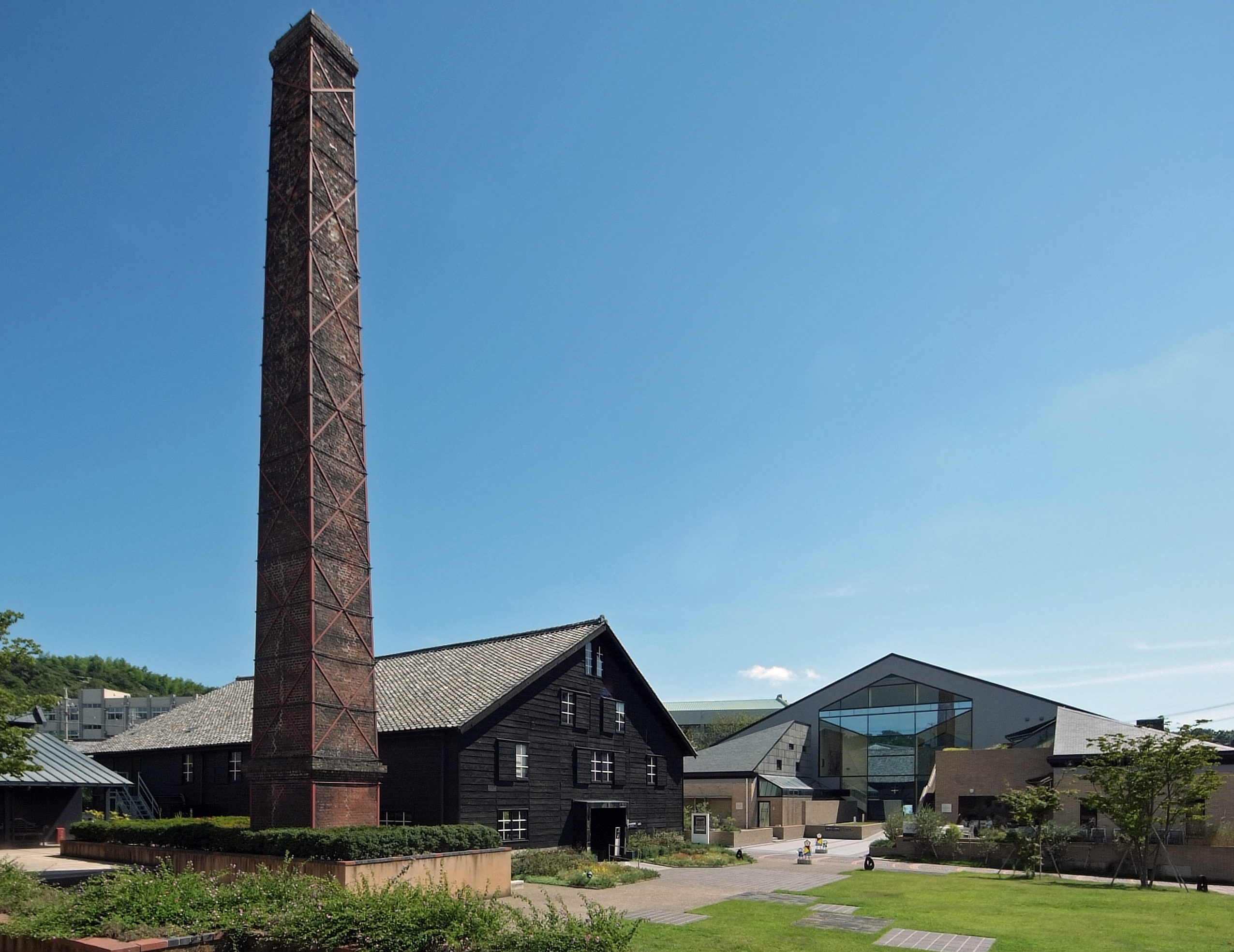
日本愛知INAX Live Museum

| 集數 | 首播日期 | 主題                           | 地區                                           | 主持           | 遊覽地點 |
| 1    | 8月29日  | 世上最美公廁                   | 挪威諾爾蘭                                     | 陳安立         | Saltstraumen橋下欣賞漩渦Ureddplassen公廁參觀二次大戰被沉落的潛艇“Uredd”而設立纪念碑Jektvik碼頭旁的公廁 |
| 2    | 8月30日  | 大師級公廁                     | 日本東京                                       | 葉山豪 、 熱菇 | 澀谷區神宮通公園公廁鍋島松濤公園公廁七号通公園公廁代代木深町小公園公廁西原一丁目公園公廁 |
| 3    | 8月31日  | 高級的公廁                     | 美国洛杉磯                                     | 岑樂怡         | Viceroy Santa Monica洛杉磯市中心洲際酒店71樓La Boucherie餐廳不對外開放的Los Angeles Theatre |
| 4    | 9月1日   | 公廁的愛與自由                 | 挪威奧斯陸                                     | 陳安立         | 奧斯陸中央車站旁的公廁Stensparken公園的Kjærlighetskarusellen公廁Liberte公廁(De franske toalettene i Spikersuppa)奧斯陸王宮外圍的公廁                                                                             |
| 5    | 9月2日   | 公廁的管理與藝術               | 日本東京                                       | 葉山豪         | 清潔澀谷區代代木深町小公園公廁豐島區藝術廁所計劃 |
| 6    | 9月5日   | 廁所博物館與特色廁所           | 日本東京 · 、 · 靜岡                           | 葉山豪 、 熱菇 | 東京上野公園廁所博物館厩橋際公衆便所新宿站東南口甲州街道下美食和活動展覽空間「SANAGI SHINJUKU」澀谷區千駄谷站前公眾廁所品川區大井町站前公眾便所靜岡縣誓言之丘公園廁所                                            |
| 7    | 9月6日   | 不可少的流動公廁               | 美国洛杉磯 · 、 · 河濱 · / · 聖貝納迪諾        | 岑樂怡         | 訪問公廁製造商Platinum Pro三種不同類型的流動公廁Tacos美食車約書亞樹國家公園（Joshua Tree National Park）公廁Joshua Tree Acres公路民宿                                                                            |
| 8    | 9月7日   | 闖進紅燈區                     | 荷蘭阿姆斯特丹                                 | 陳安立         | 阿姆斯特丹史基浦機場洗手間德瓦倫紅燈區Sexy Loo公廁訪問公廁製造商Sanitronics |
| 9    | 9月8日   | 你可能不知道的日本廁所史與文化 | 日本福岡 · 、 · 靜岡 · 、 · 愛知               | 葉山豪         | 在北九州市TOTO博物馆訪問馬桶製造商TOTO及參觀工廠拍攝如何製造馬桶靜岡縣袋井市寺廟秋葉総本殿可睡斎的洗手間愛知縣常滑市INAX Live Museum                                                                             |
| 10   | 9月9日   | 無性別廁所                     | 美国洛杉磯                                     | 岑樂怡         | 加州大學洛杉磯分校紀念品店和無性別廁所Millet Crepe甜品店特色餐廳Atrium Los Feliz的洗手間聖塔莫尼卡的Muscle BeachVenice Pride Lifeguard TowerCitizen Public Market                                                |
| 11   | 9月12日  | 貼心公廁                       | 荷蘭阿姆斯特丹 · 、 · 鹿特丹                   | 陳安立         | 在街市問商戶使用洗手間Spiegelgracht運河的鐵皮公廁和綠色尿兜到訪鹿特丹One Hundred Restroom公司的「貼心公廁」 |
| 12   | 9月13日  | 廁所以上                       | 日本愛知 · 、 · 神奈川 · 、 · 東京 · 、 · 琦玉 | 葉山豪 、 熱菇 | 愛知縣常滑市INAX Live Museum海老名市休息站廁所海老名市休息站麵包店Hakone Bakery-Select-澀谷區澀谷HIKARIE5樓Switch Lounge、4樓Switch Room廁所、B2樓育嬰室到訪所澤市石和設備工業的辦公室參觀小澤大悟設計的坐廁面板 |
| 13   | 9月14日  | 貼地廁所                       | 美国洛杉磯                                     | 岑樂怡         | 洛杉磯下城區第五大道綠色法國設計公廁Grand Park格蘭德公園的公廁North Hollywood Recreation Center公園的智能公廁聖塔莫尼卡碼頭California Ave沙灘公廁LaLa Land Kind Cafe                                             |
| 14   | 9月15日  | 英倫地下公廁                   | 英国倫敦                                       | 陳安立         | 維多利亞時期公廁South End Green Public Toilets在餐廳說廁所禮儀使用公廁地圖找到普通公廁(Lonsdale Road)及連着花店有育嬰室的公廁由地下公廁改造而成的Attendant Cafe倫敦國王十字車站的公廁                            |
| 15   | 9月16日  | 榮譽非凡廁所                   | 美国洛杉磯                                     | 岑樂怡         | The Grove商場洗手間Rossevelt Hotel洗手間Warner Bros. Studio Tour Hollywood無性別廁所和女洗手間、ondrian Hotel Hollywood美加華語廣播電台職員洗手間                                                                |

## 外部連結
- ViuTV：人去公廁 我去公廁（節目重温） （页面存档备份，存于）

## 電視節目的變遷
| 香港 ViuTV 星期一至五 22:30－23:00   | 香港 ViuTV 星期一至五 22:30－23:00                 | 香港 ViuTV 星期一至五 22:30－23:00 |
| ------------------------------------ | -------------------------------------------------- | ---------------------------------- |
|                                      | 人去公廁 我去公廁 （2022年8月29日－2022年9月16日） |                                    |
| 嘥料 （2022年8月8日－2022年8月26日） | 你是我的後援會 （2022年9月19日－2022年10月7日）    |                                    |